# Lokadolalu, Holalkere
Lokadolalu là một làng thuộc tehsil Holalkere, huyện Chitradurga, bang Karnataka, Ấn Độ.